# Belšak, Pliberk
Belšak (nemško Weißenstein) je naselje v Občini Pliberk v Okraju Velikovec na Koroškem v Avstriji.